# Xian autonome mandchou de Qinglong
Pour les articles homonymes, voir Qinglong.
Le xian autonome mandchou de Qinglong (青龙满族自治县 ; pinyin : Qīnglóng mǎnzú Zìzhìxiàn) est un district administratif de la province du Hebei en Chine. Il est placé sous la juridiction de la ville-préfecture de Qinhuangdao.

## Démographie
La population du district était de 498 339 habitants en 1999.